# Сидоровичи (Краснинский район)
Сидоровичи — деревня в Краснинском районе Смоленской области России. Входит в состав Малеевского сельского поселения. Население — 15 жителей (2007 год).
Расположена в западной части области в 5 км к юго-востоку от Красного, в 7 км южнее автодороги Р135 (Смоленск — Красный — Гусино), на берегу реки Лосвинка. В 23 км северо-западнее деревни расположена железнодорожная станция Гусино на линии Москва — Минск.

## История
В годы Великой Отечественной войны деревня была оккупирована гитлеровскими войсками в июле 1941 года, освобождена в сентябре 1943 года.